# 本多利友
本多 利友（ほんだ としとも）は、江戸時代初期の武将、旗本。

## 生涯
清川忌寸の末裔を称する野条氏の出身で、本多忠政の烏帽子子となって本多氏を称する。実父は徳川家康に仕えて200石を領した。利友も家康に出仕し、慶長17年（1612年）からは徳川秀忠付きの小姓組となった。大坂の陣にはいずれも従軍し、慶長20年（1615年）夏の陣では天王寺の戦いで首級2を得る戦功により、下総猿島郡に300石を与えられた。寛永11年（1634年）徳川家光上洛の際に駿府城に入り、石垣の普請奉行となった。しかし同年、配下の一部が交代を訴えたために改易となり、仙台で蟄居した。慶安4年（1651年）赦免となり300俵を賜った。のち大番、小普請を歴任。